# Mrtvi led
Mŕtvi léd je nepremična masa ledu, ki je ločena od ledenika in je pogosto pokrita z moreno in drugim kamninskim gradivom. Pri taljenju mrtvega ledu se naredi na površju vdolbina, ki jo pogosto zapolni voda in nastane jezero.